# Frankfort (village, New York)
Pour les articles homonymes, voir Frankfort.
Ne doit pas être confondu avec Frankfort (town, New York).
Frankfort est un village situé dans le comté de Herkimer, dans l'État de New York, aux États-Unis,. En 2010, il comptait une population de 2 598 habitants.

## Démographie
Lors du recensement de 2010, le village comptait une population de 2 598 habitants. Elle est estimée, en 2019, à 2 427 habitants.